# Ним
Ним (фр. Nîmes МФА: [nim]о файле, окс. Nimes) — город на юге Франции, префектура (административный центр) департамента Гар (регион Окситания). Население — 137 200 человек (1 января 2004).

## География
Ним расположен на границе Прованса, в 35 км к северу от средиземноморского побережья, в 20 км к западу от Роны, у подножия плато Гарриг (фр.).

## История
Ним (лат. Nemausus) в древности был столицей галльского племени вольков-арекомиков, которые покорились римлянам в 121 г. до н. э. На месте кельтского поселения император Август основал новый город. Благодаря удачному местоположению в винодельческом регионе и предоставленным императорами привилегиям, Ним стал одним из самых крупных городов Южной Франции. В V в. его разграбили вандалы и вестготы, за которыми в VIII в. пришли арабы (изгнаны в 737 году).
С X века Ним входил во владения графов Тулузских, был очагом движения альбигойцев, в 1229 году присоединён к домену короля Франции. В XVI веке граждане Нима приняли протестантизм и устроили избиение католиков (т. н. нимская резня). После отмены Нантского эдикта здесь наблюдались волнения гугенотов. До середины XIX века был промышленным городом, специализировавшемся на текстиле, и важным торговым центром, затем банковским и винодельческим центром. В 1839 году через Ним прошла железная дорога. 27 мая 1944 года четыре волны американских бомбардировщиков сбросили на город более 450 бомб. Число погибших составило 271 человек, 289 раненых, разрушено 443 здания.

## Достопримечательности
Ни один город Франции не может сравниться с Нимом по количеству и сохранности памятников древнеримской архитектуры:
- Амфитеатр (90 г. н. э.)
- Арка Августа (после 16 г. до н. э.)
- Мезон Карре (храм, последние гг. до н. э.)
- Храм Дианы (II в. н. э.)
- Башня Мань (руины времён Августа)
- Пон-дю-Гар (акведук в 22 км от Нима)

Среди построек более позднего времени выделяется романское здание собора.
Также в городе есть несколько музеев (Carre D’art, Musée D‘histoire Naturelle, Musée Des Beaux Arts) и планетарий.

## Наука
В 1858 году астроном-любитель Жозеф Лоран, занимавшийся астрономическими наблюдениями в частной обсерватории, открыл 51-й астероид. Бенжамин Вальц, предоставивший свою обсерваторию после перехода на должность директора Марсельской обсерватории, дал астероиду имя Немауза по латинскому названию Нима.

## Спорт
В 1937 году в городе был основан футбольный клуб «Ним Олимпик».

## Символика
Эмблема Нима повторяет дизайн монеты (римского асса), отчеканенной в городе в начале нашей эры. На ней был изображён крокодил, прикованный к пальме, — символ подчинения Египта Риму. Ниже располагались буквы COL NEM — «Колония Немаусская».
В средние века память об этом символе была полностью утеряна. На печати, скрепляющей акт 1226 года, изображены четыре городских консула в мирных одеяниях (сегодня этот символ можно увидеть на медали Учёного коллежа консулов Нима, фр. Docte collège des Consuls de Nîmes). Считается, что герб Нима в это время представлял собой щит полностью красного цвета, который символизировал принадлежность виконтам Нарбона.
В XVI веке консулы Нима решили поместить на этот герб золотого быка, видимо, потому, что бык играл издавна заметную роль в городской культуре. Король Франциск I разрешил им это в апреле 1516 года.
В 1517 году была обнаружена монета с крокодилом и пальмой, и консулы снова попросили короля сменить герб Нима. В 1535 году король дал своё согласие.
Нынешний вид в 1985 году придал эмблеме Филипп Старк.
- Римская монета с изображением прикованного к пальме крокодила
- Медаль с четырьмя консулами
- Средневековый герб
- Герб 1516 года
- Герб 1535 года

## Города-побратимы
- Престон, Великобритания (1955)[3]
- Верона, Италия (1960)
- Брауншвейг, Германия (1962)[4]
- Прага, Чехия (1967)
- Франкфурт-на-Одере, Германия (1976)
- Саламанка, Испания (1979)
- Ришон-ле-Цион, Израиль (1986)
- Мекнес, Марокко (2005)
- Ростов, Российская Федерация